# Gorgias (Platon)
Pour les articles homonymes, voir Gorgias (homonymie).
 (août 2020).
Si vous disposez d'ouvrages ou d'articles de référence ou si vous connaissez des sites web de qualité traitant du thème abordé ici, merci de compléter l'article en donnant les références utiles à sa vérifiabilité et en les liant à la section « Notes et références ».
Gorgias est un dialogue de Platon, ayant pour sous-titre De la rhétorique même s'il ne s'agit pas d'un traité sur l'art d'écrire, parler ou composer un discours. Il s'agit d'examiner la valeur politique et morale de la rhétorique. Deux thèses s'affrontent : celle de Gorgias, sophiste qui enseigne la rhétorique et considère que « l'art de bien parler » est le meilleur de tous les arts exercés par l'homme, contre celle de Socrate, qui dénonce la sophistique comme un art du mensonge. 

## Cadre du dialogue

### Les personnages
- Socrate
- Gorgias : sophiste qui vit de la rhétorique
- Polos : rhéteur sicilien d'origine, disciple de Licymnios de Chios et partisan de Gorgias.
- Chéréphon : disciple et ami de Socrate.
- Calliclès : hôte de Gorgias, récemment engagé en politique. Il incarne le type de public qui compose la clientèle des sophistes. C'est un personnage sujet à caution, vraisemblablement inventé par Platon, bien que certains éléments notamment ceux montrant qu'il a eu des liens avec des personnes connues de Platon pourraient laisser penser qu'il a vraiment existé. Le préambule au dialogue se passe devant la maison de Calliclès.

### Les circonstances
Socrate et son compagnon Chéréphon, rencontrent Calliclès, ami du sophiste Gorgias qui vient de donner une leçon, vraisemblablement dans un gymnase. Calliclès propose à Socrate de s'entretenir avec Gorgias, chez lui, mais Socrate lance tout de suite le discours dans une organisation dialectique, désireux de l'interroger sur sa pratique, sur « ce qu'il est », sur le modèle de l'artisan i.e. celui qui est compétent dans un art. Il interroge donc Gorgias, mais son discours ne lui permet pas de répondre précisément aux questions posées. C'est là qu'intervient Polos, jeune et fougueux disciple de Gorgias, qui tente de répondre en faisant l'éloge de la rhétorique mais sans non plus la définir. Cette réponse ne satisfait pas davantage Socrate, qui interroge finalement Calliclès.

## Dialogue de Socrate et Gorgias sur la rhétorique
Celui-ci lui répond qu'il est orateur et maître de rhétorique. Socrate, selon sa fameuse exigence qui consiste à rechercher la nature des choses, l'essence se cachant derrière le mot, va demander à Gorgias, représentant de la rhétorique, une définition de son art. Gorgias rencontre les plus grandes difficultés à lui répondre. Il affirme que la rhétorique est l'art des discours. Socrate demande sur quoi portent ces discours. Gorgias répond que les discours de l'orateur apportent une conviction sur ce qui est juste ou injuste, en politique par exemple. Socrate s'interroge alors sur le type de conviction qu'apporte la rhétorique. En distinguant la connaissance de la croyance, il amène Gorgias à dire que le rhéteur fait croire qu'une chose est juste ou injuste mais qu'il ne le fait pas savoir, qu'il ne l'explique pas par manque de temps, tandis que Socrate insinue qu'il s'agit d'ignorance. La rhétorique apporte donc de la persuasion, et non pas une conviction rationnelle étayée par des preuves logiques et cohérentes, contrairement à la philosophie telle que l'envisage Socrate.
Cependant, la définition de la rhétorique n'avance pas. Socrate demande alors à Gorgias, au nom de l'assemblée présente si la rhétorique relève d'un savoir précis et technique nécessitant un spécialiste en la matière ou si c'est une pratique qui ne se limite pas à un domaine bien précis, mais peut répondre à n'importe quelle question, cherchant par là à savoir si la rhétorique est un art ou un savoir-faire technique, un atout ne nécessitant aucun savoir précis. Socrate voit la rhétorique comme une pratique sans valeur car elle n'apporte pas la vérité avec son langage (les rhéteurs prétendaient pouvoir soutenir une thèse et son contraire avec la même intensité). En outre, la rhétorique peut être dangereuse pour deux raisons : d'une part, elle peut manipuler l'opinion d'une personne ou d'une foule et s'en servir à sa guise - parfois même à mauvais escient comme le reconnaîtra plus tard Gorgias ; d'autre part, l'enseignement du rhéteur est une « mauvaise nourriture » pour l'âme car elle n'apporte pas la vérité et le savoir rationnel. La rhétorique apporte un semblant de vérité, une apparence de cohérence sans bases solides, qui peut fausser la vertu de l'homme.
Socrate s'interroge aussi sur les thèmes abordés par la rhétorique - à savoir si elle se limite au juste et à l'injuste et si elle peut tout traiter. Enfin, il lui demande quel bien apportera Gorgias à ceux qui suivront son enseignement de rhétorique et deviendront ses disciples. Il veut juger la pratique de l'orateur en termes de bien ou de mal, de beau ou de laid, de juste ou d'injuste. La rhétorique est donc attaquée, sa valeur est remise en question, et Gorgias va devoir la défendre avec d'autant plus de virulence qu'il prend les questions de Socrate pour des attaques personnelles. Pour lui, le dialogue est un combat où il s'agit de polémiquer, et d'abattre l'adversaire et sa thèse grâce à un beau discours, de l'esprit, et le soutien des spectateurs qui assistent au dialogue, qu'il s'agit de ranger, de gagner à ses opinions. Or pour Socrate le seul moyen de redonner du prestige à la rhétorique est que Gorgias parvienne à la définir, parce qu'un maître doit pouvoir dire à ses élèves ce qu'il enseigne. Gorgias ne comprend pas l'exigence de la définition, et, se sentant attaqué, il annonce vouloir montrer au philosophe toute la puissance de la rhétorique. En fait, il s'intéresse plus aux effets de sa pratique qu'à son essence, ses qualités, ce qu'elle est. Il va montrer que l'orateur est tout-puissant car il peut commander aux autres. Socrate va s'interroger sur le bien de ce pouvoir en se demandant s'il est juste, et comparant l'orateur à un tyran. Au sujet des maîtres, pour Platon, le pédotribe doit donner à la jeunesse la force et la beauté du corps

## Dialogue de Socrate et Polos
La connaissance accompagnée d'un raisonnement explicatif est une connaissance expérimentale. Polos, qui va prendre le relais pour défendre la rhétorique, exaspéré que son maître Gorgias se laisse berner par les questionnements de Socrate, qui pointe les incohérences de son discours et son incapacité à définir la rhétorique et à prouver qu'il s'agit d'un art, va continuer sur le thème de toute-puissance de la rhétorique si divine. Il affirme que l'orateur est libre car il fait ce qu'il veut. Grâce à la puissance de persuasion de sa parole, il peut dicter les décisions de la cité, aussi bien en politique qu'au tribunal, et ainsi, il peut décider du sort d'un homme, ayant la capacité de le faire condamner à mort s'il le désire. À la manière du tyran, il fait ce qu'il veut et n'est soumis à aucune contrainte qu'il ne puisse résoudre par un discours. Socrate lui rétorque qu'il a tort, que l'orateur n'est pas libre, car il ne fait pas ce qu'il veut mais ce qui lui plaît. Pour Socrate, « Nul ne fait le mal volontairement ». Si l'orateur est mauvais, ce n'est pas l'action de sa volonté qui est choix libre, rationnel et réfléchi, mais l'effet d'une envie déraisonnable qui n'a pour source que l'ignorance du bien et la passion qui trouble l'âme de l'homme irrationnel. 

### Citations
- De Pindare : « la loi est la reine des mortels et des immortels. Elle traîne après elle la violence d'une main puissante, et elle la légitime. J'en juge par les actions d'Héraclès, qui, sans les avoir achetés... »[5]
- Issues de la pièce Antiope d’Euripide :

« Chacun s'applique aux choses où il excelle, 
Y consacrant la meilleure partie du jour, 
Afin de se surpasser lui-même. »
- « faire d'un art qui trouvant un homme bien né le rend plus mauvais »
- La même pièce d’Euripide, paraphrasée : « Tu négliges ce qui devrait faire ta principale occupation, et tu avilis dans un rôle d'enfant une âme aussi bien faite que la tienne. Tu ne saurais proposer un avis dans les délibérations relatives à la justice, ni saisir dans une affaire ce qu'elle a de plausible et de vraisemblable, ni suggérer aux autres un conseil généreux. »
- Issue de la pièce Polyidos d’Euripide : « Qui sait si la vie n'est pas pour nous une mort,

Et la mort une vie? »
- D’Épicharme : « ...seul à dire ce que deux hommes disaient auparavant. »

## Le mythe eschatologique
Dans une dernière étape, Socrate continue seul et s'engage dans une plaidoirie mythique de sa vision de la seule vie acceptable, selon Minos, Rhadamanthe et Éaque dans l’Odyssée d'Homère, une vie tout entière consacrée à la recherche du bien. Il affirme que les morts sont jugés de façon impartiale par des juges qui sont eux-mêmes morts, libérés de leur corps, sans passions et sans intérêts, et qui ne prennent en compte que la justice et l'excellence de l'âme.

## Notice historique
Polos fait allusion au roi de Macédoine Archélaos pour exemple d'homme heureux. Aristote, dans son ouvrage sur La Rhétorique, raconte que Socrate aurait refusé de le rencontrer au motif qu’« il y a quelque chose de blessant à ne pas pouvoir répondre à un procédé quand il est bon, aussi bien que lorsqu'il est mauvais ». Socrate est mort la même année qu'Archélaos Ier.
Le Raseur (Caractère XVI) des Caractères de Théophraste, Platon dans le Gorgias et Ischomaque dans l’Économique de Xénophon font allusion à la tradition tardive qui veut que, arrivées aux Enfers, les Danaïdes soient condamnées à remplir éternellement des jarres percées. Ce châtiment est devenu proverbial, et est resté célèbre par l’expression du « Tonneau des Danaïdes », qui désigne une tâche sans fin ou continuellement recommencée.

## Éditions
- (fr) Platon (trad. du grec ancien par Monique Canto-Sperber), Œuvres complètes, Paris, Éditions Flammarion, 2008 (1re éd. 2006), 2204 p. (ISBN 978-2081218109)

- Consulter la liste des éditions de cette œuvre .